# Ertürk
Ertürk ist ein türkischer männlicher Vorname und Familienname mit der Bedeutung „ein tapferer Türke“.

## Namensträger

### Familienname
- İrfan Ertürk (* 1957), türkischer Fußballspieler
- İsa Ertürk (* 1955), türkischer Fußballspieler und -trainer
- Melisa Ertürk (* 1993), kanadische Fußballspielerin türkischer Abstammung
- Muhammed Himmet Ertürk (* 1994), türkischer Fußballspieler
- Yakın Ertürk (* 1945), türkische Soziologin und UN-Politikerin